# 吳佳怡
吴佳怡（1995年12月1日—），毕业于中央戏剧学院2013级表演系，中國内地女演員。

## 早年经历
吴佳怡于1995年出生于黑龙江，爸爸是辽宁人，妈妈是黑龙江人；六岁时因为妈妈工作的关系移居至浙江金华，并在那里长大；小学和中学均就读于浙江永康市明珠学校。
2013年，即将高中毕业的她参加了一年一度的艺考，并相继被北京电影学院、中央戏剧学院、中国传媒大学录取，最终选择中央戏剧学院表演系以完成大学学业。

## 演艺经历
2013年，吴佳怡出演个人首部励志电影《甘露》 ，并由此正式开始演艺生涯。
2015年，凭借微电影《起风了》获得第三届“金海棠奖”优秀女配角奖。
2016年2月，吴佳怡在网络剧《半妖倾城第二季》中客串清装少女东哥，并搭档宋威龙为该剧主演了具有独立故事性的青春校园先导片，饰演一位现代的女学生。同年9月，在古装神话电视剧《梦回朝歌》中与张哲瀚等合作，饰演一心成为合格大夫的邑姜。
2017年1月，拍摄电视剧《凤囚凰》，饰演刘楚玉的陪嫁侍女清越。
同年；她还拍摄魔幻题材电视剧《哪吒降妖记》出演女一号小龙女。
2019年，主演的《九州缥缈录》、《烈火军校》播出。
2020年，其领衔主演的玄幻剧《天舞纪》、清装剧《那江烟花那江雨》等作品相继播出。

## 影视作品

### 电视剧
| 首播年份 | 剧名                  | 角色     | 备注     |
| 2016年   | 《半妖倾城第二季》    | 东歌     |          |
| 2016年   | 《老爸当家》          | 杜杜     |          |
| 2018年   | 《凤囚凰》            | 清越     |          |
| 2019年   | 《九州缥缈录》        | 嬴玉     |          |
| 2019年   | 《烈火军校》          | 曲曼婷   |          |
| 2020年   | 《哪吒降妖记》        | 小龙女   |          |
| 2020年   | 《那江烟花那江雨》    | 赵语星   | 網絡劇   |
| 2020年   | 《天舞纪》            | 苏犹怜   | 網絡劇   |
| 2021年   | 《你好，对方辩友2》   | 牧小鱼   |          |
| 2021年   | 《骊歌行》            | 歆楠公主 |          |
| 2022年   | 《影帝的公主》        | 明桥     | 網絡劇   |
| 2022年   | 《云中谁寄锦书来》    | 沈鱼     | 網絡劇   |
| 2023年   | 《理科生坠入情网》    | 苏澄澄   | 網絡劇   |
| 2023年   | 《兰闺喜事》          | 春半夏   | 網絡劇   |
| 2024年   | 《花间令》            | 白小笙   | 網絡劇   |
| 2024年   | 《墨雨云间》          | 琼枝     | 網絡劇   |
| 2024年   | 《拜托了,身体里的她》 | 刘绮梦   | 網絡劇   |
| 2024年   | 《嗨！1995》          | 曹小麦   | 網絡短劇 |
| 2025年   | 《吉天照》            | 小梅     | 網絡短劇 |
| 2025年   | 《和你的桃花源》      | 任苒     | 網絡短劇 |
| 2025年   | 《芬芳喜事》          | 安晚晴   | 客串     |
| 待播     | 《梦回朝歌》          | 邑姜     |          |
| 待播     | 《暗影侦探》          | 陆以真   | 網絡劇   |
| 待播     | 《遮云》              | 迟夏     | 網絡劇   |
| 待播     | 《荣华令》            | 沈遥初   | 網絡短劇 |
| 待播     | 《墨刃藏娇》          |          | 網絡劇   |

### 电影
| 上映年份 | 片名           | 角色   | 备注 |
| 2013年   | 《甘露》       | 牛春   |      |
| 2016年   | 《非同小可》   | 阿香   |      |
| 2016年   | 《敌后文工队》 | 唐惠玲 |      |

## 综艺节目
| 播放日期      | 播放平台 | 节目名称       | 备注                                 |
| ------------- | -------- | -------------- | ------------------------------------ |
| 2019年11月8日 | 优酷     | 演技派         | 学员                                 |
| 2022年7月2日  | 百视TV   | 开播！情景喜剧 | 在踢馆剧组《超凡的伙伴》中饰演刘丹丹 |

## 获奖记录
| 年份   | 盛典名         | 奖项       | 备注 |
| 2015年 | 第三届金海棠奖 | 优秀女配角 | 獲獎 |